# 日本軽金属硬式野球部
日本軽金属硬式野球部（にっぽんけいきんぞくこうしきやきゅうぶ）は、静岡県蒲原町に本拠地を置き、日本野球連盟に加盟していた社会人野球の企業チームである。1975年2月に解散した。

## 概要
1951年、非鉄金属メーカーの日本軽金属が清水市と蒲原町に点在していた工場の野球部を統合し、蒲原工場の硬式野球部として『日本軽金属硬式野球部』を発足させた。
創部時の1951年に都市対抗野球での初出場を果たす。
1962年に日本産業対抗野球大会での初出場を果たす。
創部から21年目の1972年に都市対抗野球に8強入りを果たす。
1960年代後半から1970年代にかけて、静岡県内で活動していた日本楽器、大昭和製紙、河合楽器とともに4強として、互いにしのぎを削りあったが、1973年にオイルショックによる不況で、業績悪化とそれに伴う事業再編を理由に1975年2月にスキー部とともに解散した。

## 沿革
- 1951年 - 『日本軽金属』として創部。都市対抗野球に初出場。
- 1962年 - 日本産業対抗野球大会に初出場。
- 1972年 - 都市対抗野球で8強入りを果たす。
- 1975年 - 解散。

## 主な大会の出場歴・最高成績
- 都市対抗野球大会 - 出場4回、8強1回（1972年）
- 日本産業対抗野球大会 - 出場6回
- JABA新潟大会 - 優勝1回（1972年）
- JABAベーブルース杯争奪大会：優勝1回（1972年）

## 主な出身プロ野球選手
- 渡辺秀武（投手） - 1963年に読売ジャイアンツに入団
- 加藤俊夫（捕手） - 1966年第2次ドラフト1位でサンケイアトムズに入団
- 後藤和昭（内野手） - 1968年オフにドラフト外で阪神タイガースに入団
- 佐藤竹秀（外野手） - 1969年ドラフト5位で近鉄バファローズから指名を受け、翌1970年シーズン終了後に入団
- 稲葉光雄（投手） - 1970年ドラフト2位で中日ドラゴンズに入団
- 豊倉孝治（投手） - 1970年ドラフト3位で西鉄ライオンズに入団
- 児玉好弘（投手） - 1970年オフにドラフト外で阪急ブレーブスに入団

## 元プロ野球選手の競技者登録
- 高橋敏（元：阪急軍） - 投手→退団
- 松井猛（元：大毎オリオンズ） - 外野手→退団